# Charles Frederick Koelsch
Charles Frederick Koelsch (Boise, Idaho, 31 de janeiro de 1907 – 24 de dezembro de 1999) foi um químico estadunidense.

## Condecorações e associações
- 1934 Prêmio ACS de Química Pura
- British Chemical Society
- American Chemical Society